# Khorloogiin Choibalsan
Khorloogiin Choibalsan (8 de fevereiro de 1895 - 26 de janeiro de 1952) foi um Marechal da República Popular da Mongólia de 1930 até sua morte em 1952.
Foi também Primeiro ministro da Mongólia de 24 de março de 1939 até sua morte em 26 de janeiro de 1952 e Líder da Mongólia de 24 de janeiro de 1929 até 27 de abril de 1930 

## Biografia
Choibalsan nasceu em 8 de fevereiro de 1895 na cidade de Achit Beysiyn, pertencente a província de Dornod . Era o mais novo dos quatro filhos de uma pobre pastora solteira chamada Khorloo. Foi nomeado como Dugar, mas acabou por mudar para o nome religioso Choibalsan aos 13 anos de idade, quando juntou-se a um mosteiro budista .

### Durante o governo
Antes de 1931 Choibalsan (8 de fevereiro de 1895 - 26 de janeiro de 1952) era o líder da Mongólia (República Popular da Mongólia) e do marechal (comandante-geral) do Exército Popular da Mongólia desde os anos 1930 até sua morte em 1952. Seu governo marcou o primeiro e pela última vez na história moderna da Mongólia, que um indivíduo tinha poder político completo. Às vezes referido como "o Stalin da Mongólia", Choibalsan supervisionou os expurgos ordenados pelos soviéticos no final da década de 1930, que resultaram na morte de cerca de 30.000 a 35.000 mongóis. A maioria das vítimas eram clérigos budistas, intelligentsia, dissidentes políticos, buryats e cazaques étnicos e outros "inimigos da revolução". Sua intensa perseguição aos budistas da Mongólia provocou sua quase completa extinção no país.

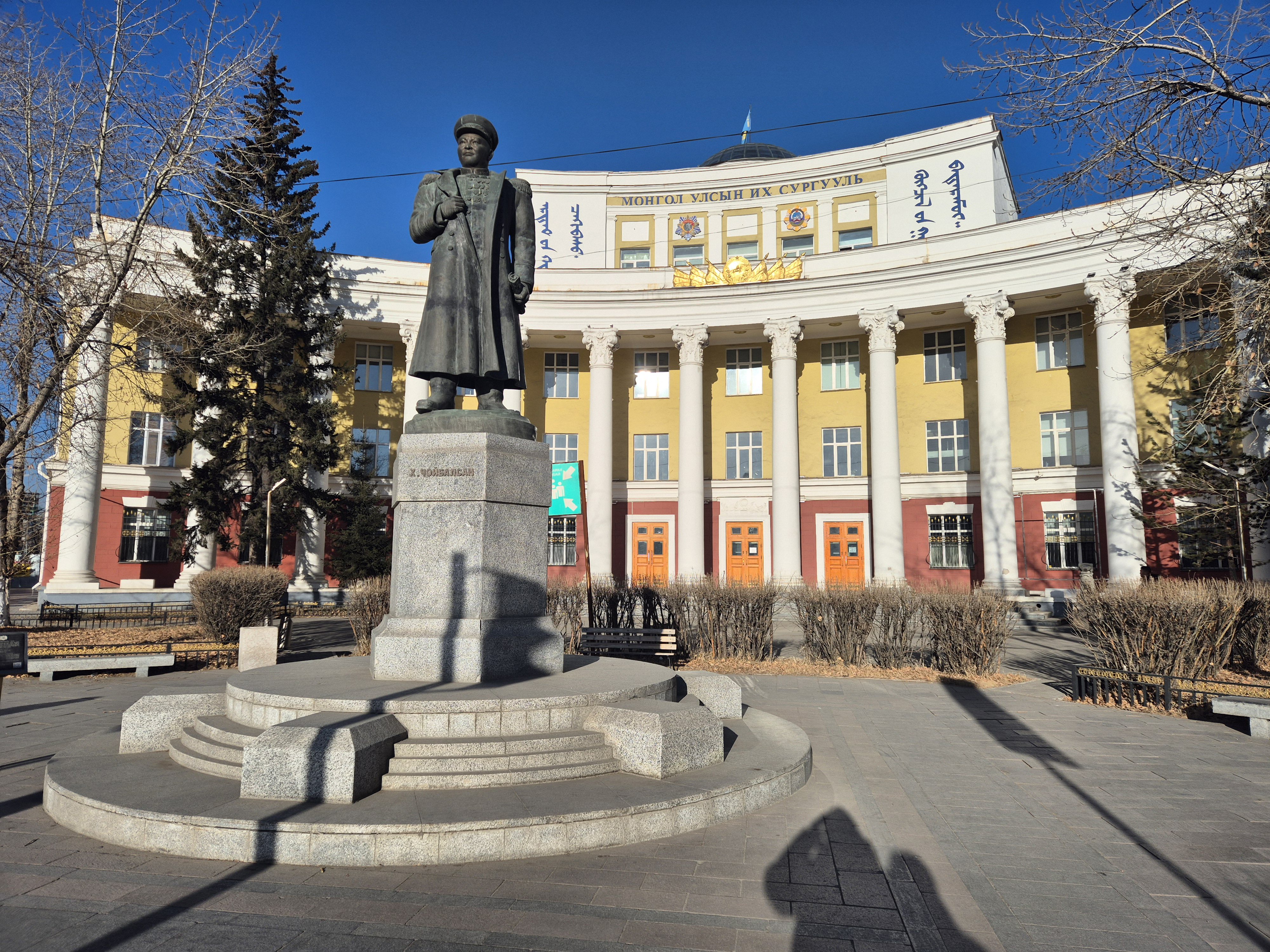
Estátua de Choibalsan na frente da Universidade Nacional da Mongólia

Embora a devoção de Choibalsan a Joseph Stalin tenha ajudado a preservar a incipiente independência de seu país durante os primeiros anos da República Popular da Mongólia (MPR), também ligou a Mongólia estreitamente à União Soviética. Ao longo de seu governo, os laços econômicos, políticos e militares da Mongólia com a URSS se aprofundaram, as taxas de infraestrutura e alfabetização melhoraram e o reconhecimento internacional da independência da Mongólia aumentou, especialmente após a Segunda Guerra Mundial.

### Morte
No final de 1951, Choibalsan viajou para Moscou para se tratar de câncer nos rins. Ele morreu lá no dia 26 de Janeiro de 1952.
O corpo de Choibalsan voltou à Mongólia com condecorações militares e recebeu um funeral de estado na capital que foi presenciado por oficiais Soviéticos e Mongóis. Ele foi enterrado no cemitério Altan Ulgii em Ulaanbaatar. Em julho de 1954, seu corpo foi transferido para o recém inaugurado Mausoléu de Sükhbaatar, na frente do Palácio do governo e lá permaneceu até a Revolução Democrática na Mongólia. O Mausoléu foi demolido em 2005 e o corpo de Sükhbaatar e de Choibalsan foram cremados sob a supervisão dos clérigos budistas e suas cinzas retornaram ao cemitério Altan Ulgii.